# No Bragging Rights
No Bragging Rights ist eine 1999 gegründete Melodic-Hardcore-Band aus der Stadt Riverside im US-Bundesstaat Kalifornien.
Die von Sänger Mike Perez gegründete Band veröffentlichte bis zum heutigen Tag vier Studioalben und eine EP. Das Album The Consequences of Dreams aus dem Jahr 2009 führte zur Gründung der Plattenfirma Pure Noise Records in Berkeley, Kalifornien. Die Band tourte bereits mehrfach durch die Vereinigten Staaten, Australien und Europa. Dabei war die Gruppe 2009 Teil der Taste-of-Chaos-Tour.
In ihrer Karriere tourte die Band mit Bring Me the Horizon, Dream On, Dreamer, Asking Alexandria, Emmure, A Skylit Drive und Carnifex.

## Geschichte
Die Band wurde im Jahr 1999 von Sänger Mike Perez gegründet. Zu dieser Zeit war er 15 Jahre alt. In den ersten Jahren erschienen mehrere Demos, darunter Never Again (2001), die Razor Apologies EP (2002) und Waking Angel (2004). Nach vielen Besetzungswechseln bestand die Gruppe 2005 aus Sänger Mike Perez, den Gitarristen Christian Lee und Chris Williams, Bassist Jason Martin und Schlagzeuger Martin Alcedo. 2005 schrieb die Band an dem Debütalbum, welches Anfang 2006 veröffentlicht wurde. Es heißt Because You Believe in Something Beyond Them, wurde aus eigener Tasche finanziert und brachte der Gruppe regionale Erfolge ein. Nur kurz darauf arbeitete die Band an der EP The Anatomy of a Martyr, die 2007 ebenfalls in Eigenproduktion entstand und der Band erste nationale Erfolge einbrachte. Diese wurde später bei StandBy Records neu aufgelegt. 2007 verließ Bassist Jason Martin die Band und wurde durch Rick McDonald ersetzt.
Im Jahr 2008 plante die Gruppe die Produktion und Veröffentlichung ihres zweiten Albums. Da die Gruppe mit ihrem bisherigen Label unzufrieden war baten sie einen Freund, Jake Round, die Gruppe bei der Suche nach einer neuen Plattenfirma zu unterstützen. Dieser verschickte Demos an mehrere Firmen, was jedoch erfolglos verlief. Er beschloss die Produktion in die eigene Hand zu nehmen und gründete im Jahr 2008 die Plattenfirma Pure Noise Records. Die Produktionskosten übernahm Rounds Mutter. Das Album, das The Consequences of Dreams heißt, erschien schließlich im Jahr 2009 über das neu gegründete Label und stellt somit die allererste Veröffentlichung der Produktionsfirma dar. Die Gruppe spielte als lokale Band auf der Taste-of-Chaos-Tour in San Diego mit Bring Me the Horizon. Zwischenzeitlich wurde Gitarrist Chris Williams durch Daniel Garrow ersetzt.
2011 erschien das dritte Album mit dem Namen Illuminator über Blk Heart Group. Es beinhaltet die zwei Singles Passion vs. Fashion und Unafraid to Burn, welche zuvor über die Warped Tour bzw. die Atticus V-Kompilationen publik gemacht wurden. Um ihr Album zu bewerben, tourte die Gruppe mehrfach durch die USA, unter anderem mit Asking Alexandria, Emmure und Carnifex. Mitte 2011 wurde Rick McDonald durch Ryan Warrell am Bass ersetzt. 2012 erschien mit Cycles das vierte Studioalbum, diesmal über Good Fight Entertainment. Die LP-Version von Cycles wurde im Oktober 2013 über Pure Noise Records neu aufgelegt.
Zwischen dem 6. Juli und dem 21. Juli 2013 spielte No Bragging Rights auf der Warped Tour in den Vereinigten Staaten. Zwischen Oktober und November 2013 war No Bragging Rights gemeinsam mit A Skylit Drive und Hellions als Vorband für Dream On, Dreamer in Australien unterwegs. Bereits im Frühjahr waren beide Gruppen gemeinsam als Vorband für For the Fallen Dreams auf Europatour. Mitte Januar 2014 begann die The Brighter Days Tour, welche Mitte Februar endete. Begleitet wurde die Gruppe dabei von To the Wind und Light Your Anchor. Die Konzertreise führte durch Deutschland, Wales, Schottland, England, Belgien, Frankreich, die Schweiz, Kroatien, Österreich, Ungarn und Schweden. Eine Woche nach dem Ende dieser Europatournee begann eine weitere US-Konzertreise, die vier Wochen dauerte und am 21. März 2014 in Oakland, Kalifornien endete. Diese Show war im Rahmen einer Feier zum fünfjährigen Bestehen des Labels Pure Noise Records veranstaltet worden.
Am 23. September 2014 erschien das fünfte Studioalbum The Concrete Flower über Pure Noise Records, nachdem die Gruppe im Frühjahr von der Plattenfirma erneut unter Vertrag genommen wurden. Produziert wurde das Album von Will Putney, der bereits mit The Amity Affliction, Like Moths to Flames und Texas in July Alben produzierte. In der Woche zum 11. Oktober 2014 stieg das Album auf Platz 111 in den US-Albumcharts ein, was zugleich der allererste Charteinstieg eines Albums der Band überhaupt darstellte. Im November 2014 war die Gruppe Teil der achten Ausgabe der jährlich stattfindenden Never Say Die! Tour, welche von Terror geheadlined wurde. Am 9. März 2015 gab die Gruppe bekannt eine kreative Schaffenspause auf unbestimmte Zeit einzulegen. Nur wenige Monate zuvor waren die Musiker in einem Verkehrsunfall verwickelt gewesen.

## Diskografie

### EPs
- 2007: The Anatomy of a Martyr (Eigenproduktion, 2008 über StandBy Records neu aufgelegt)
- 2021: No Bragging Rights

### Alben
- 2006: Because You Believe in Something Beyond Them (Eigenregie, neu aufgelegt bei Pure Noise Records)
- 2009: The Consequences of Dreams (Pure Noise Records)
- 2011: Illuminator (Blk Heart Group)
- 2012: Cycles (Good Fight Entertainment, LP-Version 2013 bei Pure Noise Records)
- 2014: The Concrete Flower (Pure Noise Records)